# چو سونگ جه
چو سونگ جه (کره‌ای: 조성재؛ زادهٔ ۱۳ مارس ۲۰۰۱) ورزشکار ورزش شنا اهل کره جنوبی است.
وی در مسابقات کشوری و بین‌المللی در مجموع برندهٔ ۱ مدال نقره شده است.